# テルク・アンボイナ (揚陸艦)
テルク・アンボイナ（インドネシア語: KRI Teluk Amboina）は、インドネシア海軍の戦車揚陸艦。ペナントナンバーは503。1961年に佐世保造船所で建造されており、1967年の旧武器輸出三原則制定前に他国に輸出された武器の一つ。
艦名はインドネシア語で「アンボイナ湾」を意味し、モルッカ諸島のアンボン島中央部、北のヒトゥ半島と南のライティモール半島の間にある「アンボン湾（英語: Ambon Bay）」より採られている。

## 概要
テルク・アンボイナはインドネシア海軍の保有する戦車揚陸艦。
第2次世界大戦における戦後賠償の一環として1961年に佐世保造船所で建造、インドネシア海軍に引き渡された揚陸艦であり、1967年の旧武器輸出三原則制定前に他国に輸出された軍用艦の一つ。バウランプを有するれっきとした戦車揚陸艦の構造を有するが、日本国内での建造時は「特殊貨物船」と呼称された。
インドネシア海軍 海上輸送司令部 第1海上横断部隊（ジャカルタ）に所属しており、インドネシア軍及び国家警察に対する海上輸送支援を提供している。インドネシア海軍が参加した多数の作戦に従事した経験を持つとともに、2025年現在同海軍が保有する最高齢の現役艦となっている。
基本的な設計は米海軍のLST-542級戦車揚陸艦とほぼ同じであり、海岸にビーチングしてバウランプから戦車等を直接海岸に揚陸する事が可能である他、4隻のLCVPを搭載しておりこれによる揚陸も可能となっている。
兵装については対空用の37mm機関砲を6門搭載しているほか、甲板に自走多連装ロケットを固定して対地射撃を行う事も可能である。

## 設計

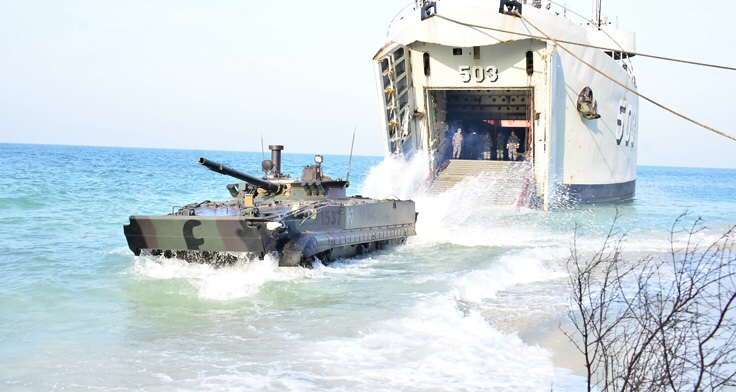
バウランプからBMP-3F歩兵戦闘車を上陸させるテルク・アンボイナ

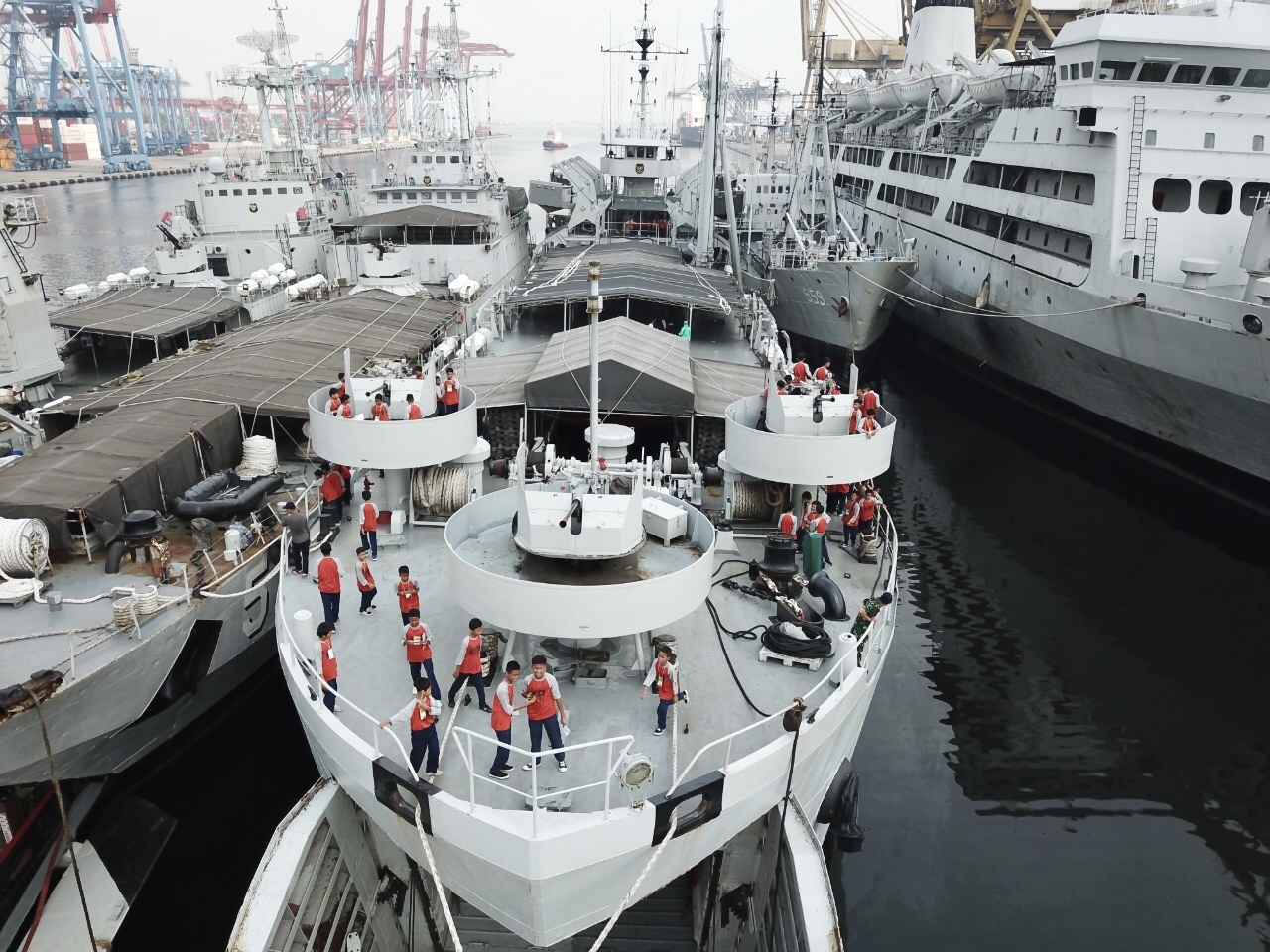
艦首機銃座の37mm対空機関砲

米海軍のLST-542級戦車揚陸艦に準じた設計の戦車揚陸艦であり、港湾施設を持たない海岸にビーチング（擱座着岸）しバウドアを開放、ランプを繰り出して車両を揚陸させる機能を有する。
満載排水量4,145トンの船体にBMP-3F歩兵戦闘車又は中戦車20両を積載し上陸させることが可能である。兵員を最大610名輸送できるほか、2,100トンの貨物と212名の海兵隊員を同時積載する事も可能であり、貨物積載用の30トンクレーンが装備されている。また、ジープなど小型装輪車両32両、軍用トラック18両を積載できる。
船体後半の艦橋脇のダビッドに左右2隻ずつ、合計4隻のLCVPを積載しており、上陸作戦に使用する。
固有兵装は就役後何度かのアップデートが図られており、現在は37mm対空機関砲を艦首に3門、艦尾に3門の計6門を有する。
固有兵装ではないものの、RM-70自走多連装ロケットを甲板に固定し、対地支援射撃を実施する事が可能である。

## 来歴
サンフランシスコ平和条約に基づき1958年に調印された「日本国とインドネシア共和国との間の賠償協定」による日本政府からインドネシア政府に対する約2億3000万ドル相当の戦後賠償の一部として、日本政府予算を原資として日本企業がインドネシア向けの賠償船舶を建造しインドネシアに引き渡すこととされた。そのうちの1隻が本艦である。
1960年10月14日に佐世保造船所で起工、1961年3月18日に進水し7月11日に「特殊貨物船R.I.TERUK AMBOINA（ペナントナンバー869）」として竣工しインドネシアに向けて出発、同年8月2日付をもってインドネシア海軍に編入され「KRI Teluk Amboina」として就役した。

## 運用
ジャカルタを拠点とするインドネシア海軍 海上輸送司令部 第1海上横断部隊（ジャカルタ）（インドネシア語: Kolinlamil Satlinlamil Ⅰ Jakarta）に所属している
本艦は海上輸送司令部の任務に基づきインドネシア軍及び国家警察に対する海上輸送活動を支援しており、国境警備部隊の定期交替のための輸送、兵站支援、海上国境の警戒監視、災害救助活動を担っている。
1975年12月より、インドネシアによる東ティモール侵攻における「セロージャ作戦（Operasi Seroja）」に投入、インドネシア軍の輸送・上陸作戦等に運用された。この後も継続的に東ティモールにおける軍事作戦における輸送任務に従事した。
2024年10月12日、インドネシア海軍2024年統合海上作戦演習（Latopslagab II ）において、インドネシア海軍陸戦隊のRM-70自走多連装ロケットを甲板にチェーンで固定、発射ブラストから甲板を保護するために甲板に金属板を敷設し、放水ホースから水を流し冷却をした状態で射撃する訓練を実施した。